# Parafilaria
Parafilaria (din greacă para = „alături”, și latina Filaria, derivat de la filum = fir de ață”) este un gen de nematode parazite în țesutul conjunctiv subcutanat și intermuscular, ochi și alte locuri ale ecvidelor (cal, măgar, catâr) și rumegătoarelor (bivoli și vite) și agenți patogeni ai parafilariozelor în Europa, Africa, Asia, America. Acest gen aparține familiei Filariidae.

## Specii
Genul conține 3 specii:
- Parafilaria antipinni Rukhliadev, 1947 - Nematod parazit în țesutul conjunctiv subcutan la cerb (Cervus elaphus).
- Parafilaria bovicola Tubangui, 1934 – Agentul patogen al parafilariozei bovinelor. Este un nematod parazit în țesutul conjunctiv subcutan și intermuscular, ochi și alte locuri, la vite și bivoli, care apare vara și provoacă noduli cutanați hemoragici în pielea lor. Nodulii abcedează, apărând, astfel, hemoragii cutanate în 1-3 locuri simultan. Nodulii (mici hematoame) apar pe gât, umeri, trunchi, pe una sau pe ambele părți. Nodulii, ușor proeminenți, de 15 mm diametru, sunt duri, nedureroși și au la suprafața un punct de 1 mm diametru pe unde curg 20 - 40 ml sânge. Nodulii dispar după abcedare în timp de câteva zile, dar apar alții în vecinătate, într-un interval de 1 - 9 zile. În fiecare nodul se găsește câte un vierme. Parafilaria bovicola este găsită în Europa, Africa, Asia. Gazdă intermediară este musca Musca autumnalis în Europa, Asia, America de Nord, musca Musca lusoria, în Africa, și musca Musca vitripennis în India.
- Parafilaria multipapillosa (Condamine & Drouilly, 1878) - (sin. Filaria haemorrhagica) – Agentul patogen al parafilariozei ecvinelor. Acest nematod parazitează în țesutul conjunctiv subcutan și intermuscular la cal, măgar, catâr, și provoacă noduli cutanați hemoragici în aceste țesuturi. Nodulii se deschid și elimină sânge, apoi se vindecă. Parafilarioza ecvinelor are o evoluție sezonieră estivală, Nodulii apar vara în zilele însorite, fară vânt și dispar toamna, pentru a reapare în anul următor. Gazdă intermediară este dipterul Haematobia atripalpis.

## Trăsături morfologice distinctive ale parafilariilor
Trăsături morfologice distinctive ale parafilariilor sunt următoarele:
- au o lungime de câțiva centimetri și un diametru mai mic de 1 mm;
- gura nu este înconjurată de spini, ci mărginită de șase lame mici ascuțite;
- prezența ornamentelor cuticulare sau tuberculilor mici proeminenți în partea anterioara a corpului;
- coada mai mică decât diametrul corpului la nivelul anusului;
- numeroase papile caudale care susțin mici dilatații cuticulare;
- mascul are aripi caudale susținute de papile pedunculate și spicule foarte inegale;
- femela are vulva situată juxtabucal.

## Ciclu evolutiv (ciclu vital)
Parafilaria este un parazit dixen (parazit cu două gazde în ciclul său vital).  Adulții parafilariei se dezvoltă în țesutul conjunctiv subcutanat.
Femela parafilariei depune ouă cu coajă subțire care conțin o larvă L1 (larva de stadiul întâi). Ouăle sunt depuse pe suprafața pielii într-o picătură de sânge vărsat, după perforarea tegumentului de femelă cu lamele juxtabucale ale ei.
De aici larvă L1 împreună cu sângele este înghițită de gazda intermediară -  muștele hematofage (Musca, Haemotobia) - în organismul cărora, se formează larvele L2, L3. Larvele înghițite năpârlesc de două ori în timpul verii și devin infestante. Larva L3 (larva de stadiul al treilea) infestantă, trăiește în labiul muștei.
Contaminarea gazdelor definitive,  ecvidelor (cabalinelor) și rumegătoarelor (bivolilor și vitelor), se produce în timpul hrănirii hematofage a muștelor hematofage, care depun larva L3, sau o inoculează, prin trompa lor pe suprafața pielii, pe mici soluții de continuitate (tăieturi) a căror exsudație atrag muștele.  De aici larvele pătrund în sângele și țesutul subcutanat al animalului parazitat unde ajung la maturitatea sexuală.